# چارنولاس (استان اوپوله)
چارنولاس (به لهستانی: Czarnolas) یک منطقهٔ مسکونی در لهستان است که در گمینا سکوروشتسه واقع شده‌است.